# أودري دالتون
أودري دالتون (بالإنجليزية: Audrey Dalton)‏ هي ممثلة أمريكية وأيرلندية، ولدت في 21 يناير 1934 بدبلن في جمهورية أيرلندا. بدأت مشوارها المهني سنة 1952.

## أعمال

### أفلام
- (1953) تيتانيك
- (1954) ليلة كازانوفا الكبيرة
- (1958) طاولات منفصلة

## وصلات خارجية
- أودري دالتون على موقع IMDb (الإنجليزية)
- أودري دالتون على موقع ألو سيني (الفرنسية)
- أودري دالتون على موقع أول موفي (الإنجليزية)
- أودري دالتون على موقع قاعدة بيانات الأفلام السويدية (السويدية)
- أودري دالتون على موقع إن إن دي بي (الإنجليزية)
- أودري دالتون على موقع قاعدة بيانات الفيلم (الإنجليزية)
- أودري دالتون على موقع كينوبويسك (الروسية)